# Championnats de France d'athlétisme 2006
Navigation
Championnats 2005 Championnats 2007
Les Championnats de France d'athlétisme 2006 ont eu lieu du 20 au 22 juillet 2006 au Stade Raymond-Petit de Tomblaine, en Meurthe-et-Moselle.

## Palmarès
| Discipline        | Hommes                  | Hommes          | Femmes                     | Femmes          |
| ----------------- | ----------------------- | --------------- | -------------------------- | --------------- |
| 100 m             | Ronald Pognon           | 10 s 17         | Véronique Mang             | 11 s 31         |
| 200 m             | David Alerte            | 20 s 37         | Sylviane Félix             | 23 s 09         |
| 400 m             | Leslie Djhone           | 45 s 10         | Fabienne Feraez            | 51 s 88         |
| 800 m             | Florent Lacasse         | 1 min 46 s 35   | Latifa Essarokh            | 2 min 00 s 71   |
| 1 500 m           | Bouabdellah Tahri       | 3 min 40 s 79   | Hind Dehiba                | 4 min 14 s 71   |
| 5 000 m           | Frédéric Denis          | 13 min 52 s 04  | Christine Bardelle         | 15 min 56 s 69  |
| 20 km marche      | Denis Langlois          | 1 h 25 min 09 s | Patricia Garnier           | 1 h 47 min 49 s |
| 100 m haies       | -                       | -               | Adrianna Lamalle           | 12 s 67         |
| 110 m haies       | Cédric Lavanne          | 13 s 54         | -                          | -               |
| 400 m haies       | Naman Keita             | 49 s 11         | Dora Jemaa                 | 56 s 69         |
| 3 000 m steeple   | Mohamed-Khaled Belabbas | 8 min 29 s 59   | Élodie Olivares            | 9 min 51 s 52   |
| Saut en longueur  | Salim Sdiri             | 8,14 m          | Éloyse Lesueur             | 6,47 m          |
| Triple saut       | Julien Kapek            | 17,38 m         | Amy Zongo                  | 14,01 m         |
| Saut en hauteur   | Mickael Hanany          | 2,25 m          | Eunice Barber              | 1,86 m          |
| Saut à la perche  | Nicolas Guigon          | 5,30 m          | Marie Frachebois           | 4,10 m          |
| Lancer du poids   | Gaëtan Bucki            | 19,86 m         | Laurence Manfredi          | 17,16 m         |
| Lancer du disque  | Jean-Claude Retel       | 60,33 m         | Mélina Robert-Michon       | 57,08 m         |
| Lancer du marteau | Christophe Épalle       | 72,08 m         | Stéphanie Falzon           | 67,79 m         |
| Lancer du javelot | Vitolio Tipotio         | 74,08 m         | Sephora Bissoly            | 59,52 m         |
| Décathlon         | Nadir El Fassi          | 7 788 pts       | -                          | -               |
| Heptathlon        | -                       | -               | Antoinette Nana-Djimou Ida | 5 981 pts       |